# Edward Brooke
Edward William Brooke III, född 26 oktober 1919 i Washington, D.C., död 3 januari 2015 i Coral Gables, Florida, var en amerikansk republikansk politiker. När han i 1966 års kongressval besegrade demokraten Endicott Peabody, blev han den första afroamerikanen sedan rekonstruktionstiden att bli invald i USA:s senat.
Brooke utexaminerades 1941 från Howard University och deltog sedan i andra världskriget. Han studerade juridik efter kriget och avlade 1948 juristexamen vid Boston University Law School.
Han var justitieminister i delstaten Massachusetts (Massachusetts Attorney General) 1963-1967 och ledamot av USA:s senat 1967-1979. Brooke blev invald 1966 med 58% av rösterna och han omvaldes 1972 med 62% av rösterna. Under sin andra mandatperiod genomgick han en skilsmässa och tappade väljarstöd. När han kandiderade till en tredje mandatperiod, förlorade han med 41% av rösterna mot demokraten Paul Tsongas 55%.
Brooke diagnosticerades 2002 med bröstcancer. Han arbetade sedan för att öka kunskapen om sjukdomen bland amerikanska män. Brooke tilldelades 2004 Frihetsmedaljen (Presidential Medal of Freedom).